# Toril y Masegoso
Toril y Masegoso es un municipio español de la provincia de Teruel, en la  comunidad autónoma de Aragón. El término municipal, que incluye los núcleos Toril y Masegoso, tiene una población de 34 habitantes (INE 2024).

## Geografía
El municipio, que forma parte de la comarca de la Sierra de Albarracín, tiene un área de 30,67 km². Incluye las localidades de Toril (16 habitantes, INE 2016) y Masegoso (14 habitantes, INE 2016). El núcleo de población de Masegoso se encuentra a 1515 m s. n. m. y el de Toril a 1490 m s. n. m.

## Historia
El  21 de junio de 1257, por privilegio del rey Jaime I dado en Teruel, este lugar pasa a  formar parte de Sesma de Jabaloyas, en la Comunidad de Santa María de Albarracín, que dependían directamente del rey, perdurando este régimen administrativo siendo la única que ha permanecido viva tras la aplicación del Decreto de Disolución de las mismas, en 1837, teniendo su sede actual en Tramacastilla.
Hasta la reforma de la nomenclatura municipal de 1916 el municipio se llamaba simplemente Toril. En dicha fecha su nombre fue modificado por el de Toril y Masegoso.

## Demografía
Toril y Masegoso cuenta con una población de 34 habitantes (INE 2024).
| Gráfica de evolución demográfica de Toril y Masegoso entre 1857 y 2021 |
| |
| Población de derecho según los censos de población del INE Población de hecho según los censos de población del INEEn estos censos se denominaba Toril: 1877, 1887, 1897, 1900 y 1910 Entre el censo de 1857 y el anterior, aparece este municipio porque se fusionan los municipios 445002 (Masegoso) y 445003 (Toril) |

## Administración y política
| Período   | Alcalde                | Partido |  |
| --------- | ---------------------- | ------- |  |
| 1979-1983 | Amado Espinosa Domingo | CD      |  |
| 1983-1987 |                        |         |  |
| 1987-1991 |                        |         |  |
| 1991-1995 |                        |         |  |
| 1995-1999 |                        |         |  |
| 1999-2003 |                        |         |  |
| 2003-2007 |                        |         |  |
| 2007-2011 |                        |         |  |
| 2011-2015 | Javier Dalda Borja     | PSOE    |  |

| Partido político    | Partido político                                   | 2003   | 2007   | 2011   | 2015   |
| Partido político    | Partido político                                   | Ediles | Ediles | Ediles | Ediles |
|                     | Partido de los Socialistas de Aragón (PSOE-Aragón) | 1      | 1      | 1      | 1      |
|                     | Partido Popular de Aragón (PP)                     | —      | —      | —      | —      |
|                     | Chunta Aragonesista (CHA)                          | —      | —      | —      | —      |
|                     | Partido Aragonés (PAR)                             | —      | —      | —      | —      |
| Total de concejales | Total de concejales                                | 1      | 1      | 1      | 1      |

## Patrimonio

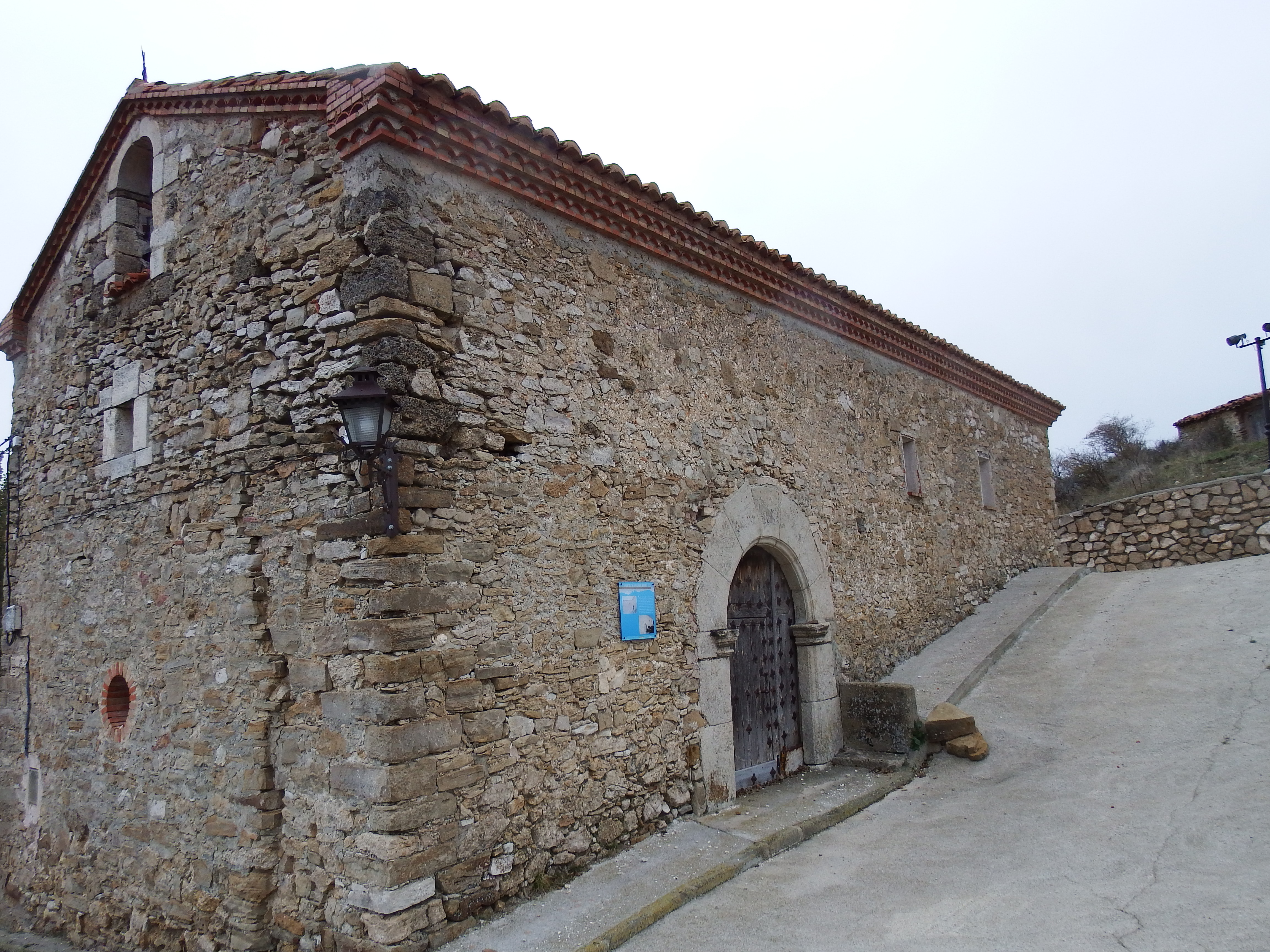
Iglesia de San Abdón y Senén

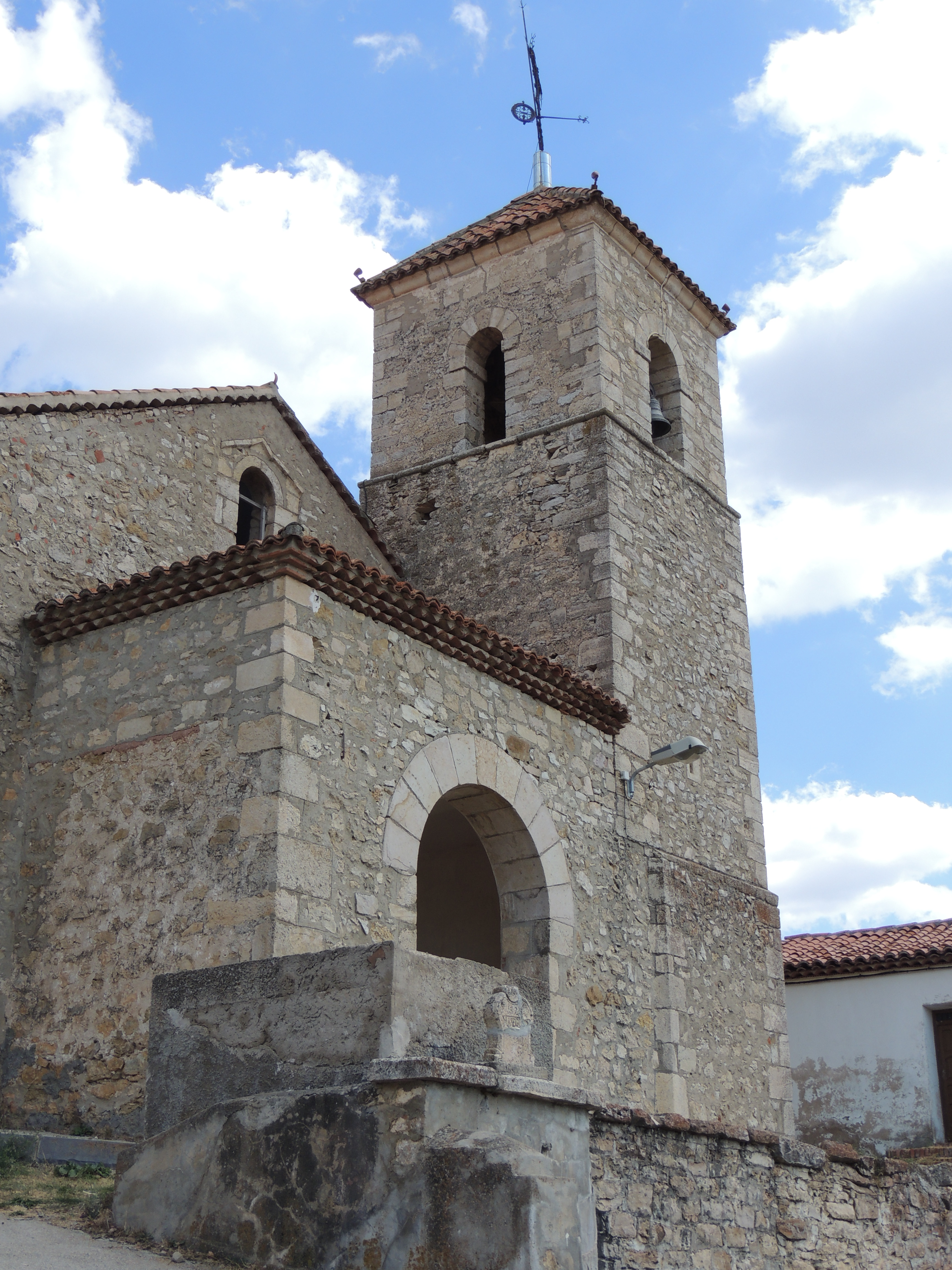
Iglesia de Nuestra Señora del Remedio

Destacan la iglesia de San Abdón y Senén (siglo XVII) en el Toril y la iglesia de Nuestra señora del Remedio (siglo XVIII) en Masegoso. 